# Филиппинские спагетти
Филиппинские спагетти (филипп. Pilipino spaghetti, англ. Filipino spaghetti) — блюдо филиппинской кухни, местная адаптация итальянского вида пасты спагетти с соусом болоньезе. Блюдо имеет выраженный сладкий вкус: к томатному соусу обычно добавляется банановый кетчуп или коричневый сахар. В блюдо традиционно добавляются нарезанные сосиски или колбаски (например, чоризо), мясной фарш и сыр. Блюдо подают по разным поводам, но особенно оно популярно на детских днях рождения.

## История
Согласно общепринятой точке зрения, блюдо появилось на Филиппинах после или во время Второй мировой войны, когда на территории страны был размещён значительный воинский контингент США. Проблемы со снабжением томатами, наметившаяся во время войны, привела к развитию местного производства бананового кетчупа. Эта вариация спагетти с соусом болоньезе была представлена американцами и в дальнейшем дополнительно адаптирована к вкусам филиппинцев, имеющих пристрастие к сладким блюдам.

## Описание блюда
Филиппинские спагетти — довольно недорогое и просто в изготовлении блюдо, что является одной из причин его популярности.
Измельченные лук и чеснок на сковороде с растительным маслом обжариваются до карамелизации, после чего к ним добавляется и обжаривается до коричневого цвета фарш. Далее к блюду добавляются нарезанные колбаски, сосиски, ветчина или другие колбасные изделия и копчёности, а также, опционально, мясной или грибной бульон . Блюдо подслащивается банановым кетчупом или коричневым сахаром, приправляется солью и чёрным перцем, после чего варится до нужной консистенции.
Спагетти готовятся до состояния al dente и могут как добавляться в мясной соус, так и подаваться отдельно, политые соусом. Тёртый или нарезанный кубиками сыр (обычно чеддер) добавляют перед подачей (посыпают сверху. а иногда добавляют непосредственно в соус в конце приготовления).
Среди других возможных ингредиентов —  мелко измельчённые сладкий перец и морковь.

## Культурное значение
Несмотря на обеспокоенность, которую вызывает блюдо у пуристов итальянской кухни, на Филиппинах за прошедшие десятилетия оно стало традиционным.   Филиппинские спагетти почти всегда подаются на местных праздниках. особенно детских днях рождения, так что местные жители испытывают к блюду своего рода ностальгическую нежность.
На Филиппинах блюдо включено в ассортимент практически всех сетей фаст-фуда, причём как местных, так и международных, в том числе, к примеру, McDonald's и KFC.